# Radical Entertainment
Radical Entertainment es una desarrolladora de videojuegos con sede en Vancouver, Columbia Británica, Canadá. Fue fundada en 1991 y previamente desarrolló para distribuidoras de juegos, tales como THQ, Microsoft y Fox Interactive. Fue subsidiaria de Sierra Entertainment, después de su adquisición en el 2005. En el 2007, Radical fue nombrada una de las empresas Top 100 canadienses con más empleados, publicado en la revista Maclean, la publicadora de videojuegos recibió este premio. El presidente actual es Kelly Zmak. En 2012, tras las bajas ventas de Prototype 2, el estudio fue reducido a un pequeño equipo de desarrollo, limitado a trabajar en proyectos de otras divisiones de Activision.

## 369 Interactive
369 Interactive era una división de Radical que se dedicaba a juegos exclusivos de PC, principalmente haciendo uso de la licencia CSI property. the CSI licensed property.
369 Interactive desarrolló juegos como:
- CSI: Miami (2005)
- CSI: Dark Motives (2004)
- CSI (2003)

## Juegos desarrollados
| Año  | Título                                             | Distribuidor                       | Plataforma(s)                                                | Ref.  |
| ---- | -------------------------------------------------- | ---------------------------------- | ------------------------------------------------------------ | ----- |
| 1992 | The Adventures of Rocky and Bullwinkle and Friends | THQ                                | Nintendo Entertainment System                                | [ 3 ] |
| 1992 | The Terminator                                     | Mindscape                          | Nintendo Entertainment System                                | [ 3 ] |
| 1993 | The Battle of Olympus                              | Broderbund                         | Game Boy                                                     | [ 3 ] |
| 1993 | Mario is Missing!                                  | The Software Toolworks             | Nintendo Entertainment System                                |       |
| 1993 | Wayne's World                                      | THQ                                | Game Boy, Nintendo Entertainment System                      | [ 3 ] |
| 1993 | Pelé!                                              | Accolade                           | Mega Drive/Sega Genesis                                      | [ 3 ] |
| 1994 | Brett Hull Hockey                                  | Accolade                           | Super Nintendo                                               |       |
| 1994 | Bebe's Kids                                        | Motown Software                    | Super Nintendo                                               |       |
| 1994 | Mario's Time Machine                               | The Software Toolworks             | Nintendo Entertainment System                                | [ 3 ] |
| 1994 | Pelé II: World Tournament Soccer                   | Accolade                           | Mega Drive/Sega Genesis                                      |       |
| 1994 | Mountain Bike Rally                                | ASC Games                          | Super Nintendo                                               | [ 3 ] |
| 1994 | Al Unser Jr.'s Road to the Top                     | The Software Toolworks             | Super Nintendo                                               | [ 3 ] |
| 1994 | Beavis and Butthead                                | Viacom New Media                   | Mega Drive/Sega Genesis                                      | [ 3 ] |
| 1994 | Speed Racer in My Most Dangerous Adventures        | Accolade                           | Super Nintendo                                               |       |
| 1995 | Brett Hull Hockey '95                              | Accolade                           | Mega Drive/Sega Genesis, Super Nintendo                      | [ 3 ] |
| 1996 | The Divide: Enemies Within                         | Viacom New Media                   | Microsoft Windows, PlayStation                               | [ 3 ] |
| 1996 | Power Piggs of the Dark Age                        | Titus Software                     | Super Nintendo                                               |       |
| 1996 | NHL Powerplay '96                                  | Virgin Interactive                 | Microsoft Windows, PlayStation, Sega Saturn                  | [ 3 ] |
| 1996 | Grid Runner                                        | Virgin Interactive                 | Microsoft Windows, PlayStation, Sega Saturn                  | [ 3 ] |
| 1997 | Independence Day                                   | Fox Interactive                    | Microsoft Windows, PlayStation, Sega Saturn                  | [ 3 ] |
| 1997 | NHL Powerplay 98/NHL All-Star Hockey 98            | Virgin Interactive/Sega            | Microsoft Windows, PlayStation, Sega Saturn                  |       |
| 1998 | X Games Pro Boarder                                | Electronic Arts                    | Microsoft Windows, PlayStation                               | [ 3 ] |
| 1999 | Blood Lines                                        | Sony Computer Entertainment Europe | PlayStation                                                  |       |
| 1999 | MTV Sports: Snowboarding                           | THQ                                | PlayStation                                                  | [ 4 ] |
| 1999 | NBA Basketball 2000                                | Fox Interactive                    | Microsoft Windows, PlayStation                               | [ 3 ] |
| 1999 | NHL Championship 2000                              | Fox Interactive                    | Microsoft Windows, PlayStation                               | [ 3 ] |
| 2000 | Jackie Chan Stuntmaster                            | Midway Games                       | PlayStation                                                  | [ 3 ] |
| 2000 | MTV Sports: Pure Ride                              | THQ                                | PlayStation                                                  | [ 3 ] |
| 2001 | Dark Summit                                        | THQ                                | Nintendo GameCube, PlayStation 2, Xbox                       | [ 3 ] |
| 2001 | The Simpsons: Road Rage                            | Electronic Arts                    | Nintendo GameCube, PlayStation 2, Xbox                       | [ 3 ] |
| 2002 | Tetris Worlds                                      | THQ                                | Nintendo GameCube, Xbox                                      | [ 3 ] |
| 2002 | Monsters, Inc. Scream Arena                        | THQ                                | Nintendo GameCube                                            | [ 3 ] |
| 2002 | James Cameron's Dark Angel                         | Sierra Entertainment               | PlayStation 2, Xbox                                          | [ 3 ] |
| 2003 | CSI: Crime Scene Investigation                     | Ubisoft                            | Microsoft Windows, Xbox                                      | [ 3 ] |
| 2003 | Hulk                                               | Vivendi Universal Games            | Microsoft Windows, Nintendo GameCube, PlayStation 2, Xbox    | [ 3 ] |
| 2003 | The Simpsons Hit & Run                             | Vivendi Universal Games            | Microsoft Windows, Nintendo GameCube, PlayStation 2, Xbox    | [ 3 ] |
| 2004 | CSI: Dark Motives                                  | Ubisoft                            | Microsoft Windows                                            | [ 3 ] |
| 2004 | CSI: Miami                                         | Ubisoft                            | Microsoft Windows                                            | [ 3 ] |
| 2005 | The Incredible Hulk: Ultimate Destruction          | Vivendi Universal Games            | Nintendo GameCube, PlayStation 2, Xbox                       | [ 3 ] |
| 2005 | Crash Tag Team Racing                              | Vivendi Universal Games            | Nintendo GameCube, PlayStation 2, Xbox, PlayStation Portable | [ 3 ] |
| 2006 | Scarface: The World Is Yours                       | Sierra Entertainment               | Microsoft Windows, PlayStation 2, Wii, Xbox                  | [ 3 ] |
| 2007 | Crash of the Titans                                | Sierra Entertainment               | PlayStation 2, Wii, Xbox 360                                 | [ 3 ] |
| 2008 | Crash: Mind over Mutant                            | Activision                         | PlayStation 2, Wii, Xbox 360                                 | [ 3 ] |
| 2009 | Prototype                                          | Activision                         | Microsoft Windows, PlayStation 3, Xbox 360                   | [ 3 ] |
| 2012 | Prototype 2                                        | Activision                         | Microsoft Windows, PlayStation 3, Xbox 360                   | [ 3 ] |
| 2014 | Destiny (como parte de colaboración con Bungie)    | Activision                         | Xbox 360, Xbox One, PlayStation 3, PlayStation 4             | [ 5 ] |

### Videojuegos cancelados
| Año   | Título                                           | Plataforma(s)                | Ref.  |
| ----- | ------------------------------------------------ | ---------------------------- | ----- |
| 1994  | Brett Hull Hockey                                | Mega Drive/Sega Genesis      |       |
| 1995  | RHI Roller Hockey '95                            | Super Nintendo               |       |
| 2001  | A.I. The Circuit or A.I. Gladiator               | Xbox                         | [ 6 ] |
| 2006  | Scarface: The World Is Yours                     | Xbox 360                     | [ 7 ] |
| ~2007 | The Simpsons Hit & Run 2                         | Desconocido                  | [ 8 ] |
| 2008  | Scarface 2                                       | Desconocido                  |       |
| 2008  | Treadstone                                       | Desconocido                  | [ 9 ] |
| 2010  | I Am Crash Bandicoot, Crash 2010 or Crash Landed | PlayStation 3, Wii, Xbox 360 | [ 6 ] |
| 2011  | Spider-Man 4                                     | PlayStation 3, Xbox 360      |       |
| 2012  | Prototype 3                                      | PlayStation 3, Xbox 360      | [ 6 ] |